# Angophora paludosa
Angophora paludosa är en myrtenväxtart som först beskrevs av Gregory John Leach, och fick sitt nu gällande namn av K.R.Thiele och Pauline Y. Ladiges. Angophora paludosa ingår i släktet Angophora och familjen myrtenväxter. Inga underarter finns listade i Catalogue of Life.